# Mis adorables vecinos
Mis adorables vecinos es una serie de televisión cómica española emitida en Antena 3 que narra la relación entre dos familias: la familia Sánchez, unos nuevos ricos, que se mudan a una urbanización de lujo donde reside la familia Sandoval.
La serie fue estrenada el 11 de abril del año 2004 y fue cancelada en el año 2006 tras los bajos datos de audiencia que se cosecharon en su última temporada. Antena 3 decidió excluir los últimos capítulos grabados de la serie al late night de la cadena, emitiendo el último capítulo el día 21 de mayo de 2006 sin final cerrado.
Actualmente, los 62 episodios de la serie al completo están disponibles para su visionado en la plataforma de pago Atresplayer y Amazon Prime.

## Argumento

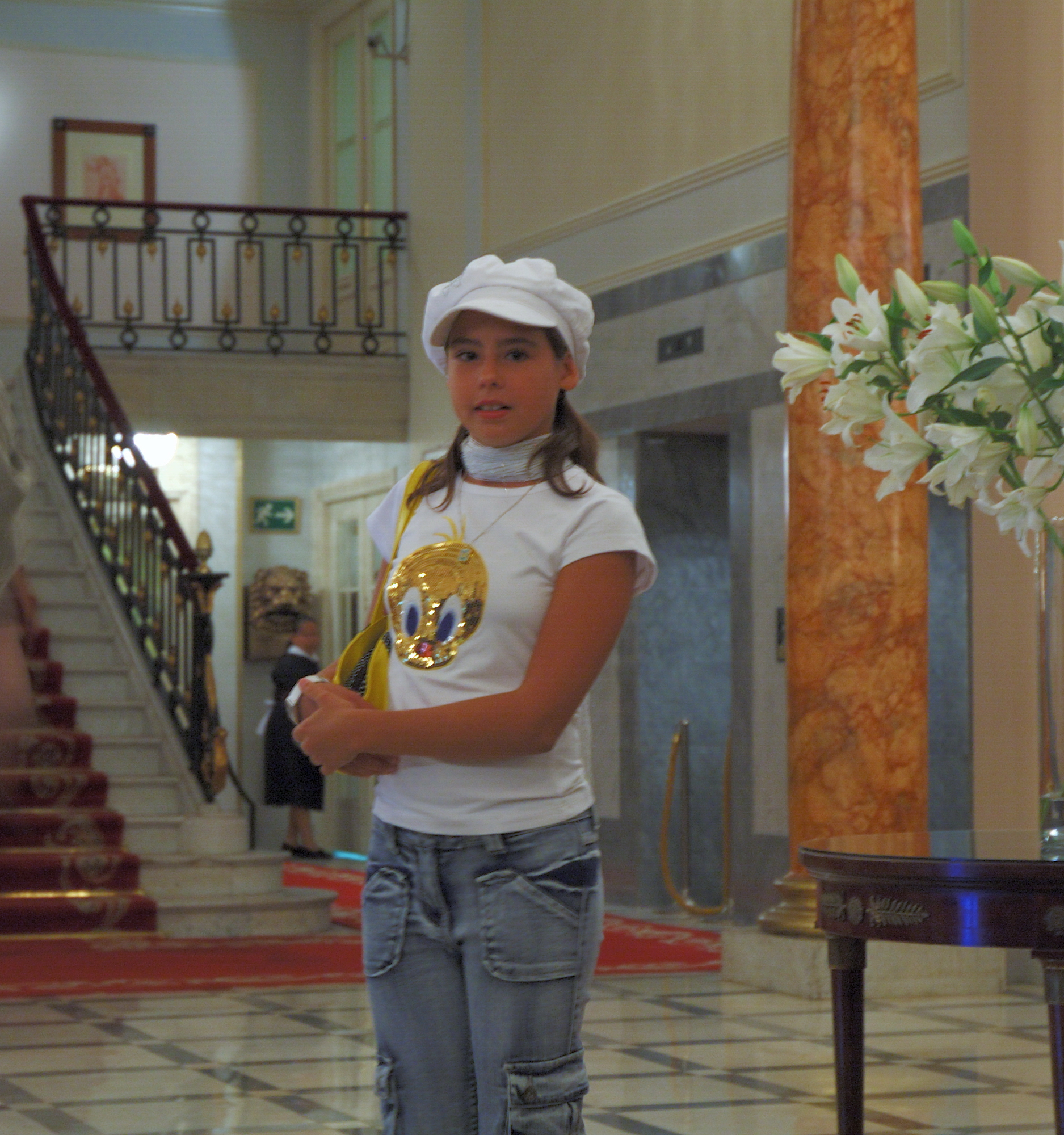
Sheila, interpretado por Yaiza Esteve

Los Sánchez son una familia de barrio que, gracias al éxito como cantante de su hija Sheila se trasladan a vivir a un chalet de una urbanización de lujo. Allí conocerán a sus vecinos, los Sandoval. Los dos clanes dan pie a todo tipo de tramas: desde el odio, hasta la amistad. 

## Personajes

### Familia de los Sánchez
Procedentes del barrio de Usera, trabajaban en una frutería y peluquería del barrio hasta que su hija Sheila gana un concurso de televisión y cosecha gran fama mundial, lo que les permite mudarse a una nueva urbanización de lujo a las afueras de la ciudad. Los adultos de la familia siempre están mintiéndose, y normalmente acaban descubriéndose. Los niños siempre están haciendo de las suyas: se ríen con los hijos de los Sandoval, y se ríen incluso de la abuela Críspula y su entorno. Todo esto lo hacen para divertirse.
- Mariano Sánchez (Juanjo Cucalón): trabajaba en una frutería hasta que su hija le convirtió en millonario. A veces, duda sobre si prefiere ser rico o pobre. Se caracteriza por su bigote y por llevar riñonera puesta a todas partes. No sabe mentir y acaba hiriendo en muchas ocasiones a Loli (su mujer). Mantiene amistad con sus amigos del barrio.

- Loli (Dolores) Mingo (Paz Padilla): peluquera. Le encanta ser adinerada, presume ante sus viejas amigas del barrio y dice que la peluquería que ha abierto es un salón de belleza, aunque realmente es como era antes: una peluquería de barrio. Muy espontánea y de lenguaje chabacano.

- Rafael Sánchez Mingo (Alberto Amarilla): es el rebelde en un mundo de ricos. Guapo, listo y muy vago. Muy pronto sentirá gran interés, a su pesar, por su nueva vecina: Laura, la hija mayor de los Sandoval.

- Sheila María Sánchez Mingo (Yaiza Esteve): tiene sólo diez años y acaba de conocer la fama y éxito mundial, aunque no es muy consciente de ello. Optimista, alegre, algo traviesa y disfruta viviendo aventuras.

- Pepe (José Miguel) Sánchez Mingo (Azzdine Benaji): es el pequeño de la familia. Tiene 9 años y se siente incapaz de saltarse cualquier norma que le impongan los adultos, lo que lo convierte en el blanco ideal para las bromas de sus compañeros.

- Críspula (Isabel Osca)(†): madre de Loli, dejó el pueblo para instalarse con su hija en su nueva casa. No le gusta su familia, especialmente su yerno Mariano, a quien considera un calzonazos y vago. Tampoco le gustan los vecinos, y casi siempre está criticando lo que ocurre a su alrededor.
- Teresa de Bromujo (Tina Sainz): de apodo "La Condesa". Es la nueva asistenta de la familia Sánchez, a quienes trata de enseñar las normas de educación que tienen los ricos. Considera que sus jefes son un tanto ordinarios, y desea servir en una familia que no sea de nuevos ricos.

### Familia de los Sandoval
Una familia adinerada, que trabaja como cirujano estético y periodista, viven tranquilos y sin problemas en una urbanización de lujo, hasta que llegan los Sánchez, sus nuevos vecinos. Al igual que los Sánchez, los adultos de la familia Sandoval siempre se mienten; y sus hijos tratan de divertirse haciendo travesuras en su entorno. 
- Ernesto Sandoval (Francis Lorenzo): médico especializado en cirugía estética. Es muy presumido y siempre se ha creído con mucha más clase que sus vecinos Los Sánchez. Al principio, no soporta a su nuevo vecino Mariano, pero poco a poco acaban siendo amigos.

- Claudia Valladares Roig (Miriam Díaz-Aroca): periodista y apasionada en el arte y la historia, trabaja en una revista de prestigio. Intenta que todo a su alrededor sea perfecto. Rápidamente tiene amistad con su buena vecina Loli, quien se aprovecha de ella para conocer famosos y gente importante.

- Laura Sandoval Valladares (Nuria Gago): es la hija mayor de la familia, de la misma edad que su nuevo vecino Rafa Sánchez, por quien terminará sintiendo interés.  Es una joven romántica e inconformista, que analiza constantemente todo lo que le rodea y con cierta obsesión por buscar la certeza.

- Beatriz Sandoval Valladares (Ariadna Castellano): es la hija pequeña y melliza de Sergio. Se considera "ideal de la muerte", y sus palabras favoritas son: "éxito, dinero y fama". No puede separarse de su nueva vecina Sheila, puesto que es famosa, aunque públicamente se avergüenza de ella por su continua falta de clase.

- Sergio Sandoval Valladares (Christian Brunet): es el hijo pequeño y mellizo de Beatriz. Sabe cuidar las formas y mostrarse ante los demás como niño educado, aunque en el fondo es un torbellino capaz de organizar todo tipo de gamberradas en su entorno. Siempre consigue parecer inocente, y hacer que su nuevo vecino Pepe parezca el culpable.
- Ivana (Celine Tyll): es la asistenta de la familia Sandoval. Es una joven y guapa, de origen ruso, que trabaja para la familia aunque su profesión es bióloga.

### Secundarios

#### Familia Sandoval
- Aitana Sagalés de Somontano (Daniela Costa): [Temporada 1 - Temporada 4]: mejor amiga de Laura. Extremadamente pija.
- Poncho (Pedro) Moreno (Darío Frías) [Temporada 1 - Temporada 4]: Amigo de Aitana y Laura. Se hace también amigo de Rafa. Es inocente y buena persona.
- Rubén (Kike Guaza) [Temporada 1]: amigo de Laura, compañero del instituto de ella, Rafa y de Poncho.
- Mr. o Mister Bold (Craig Stevenson) [Temporada 1 - Temporada 4]: profesor del instituto de Laura, Rafa y Poncho.
- Carmen "Carmela" (María Luisa Merlo) [Temporada 1 - Temporada 2]: madre de Ernesto, abuela de Laura, Bea y Sergio (y más adelante de Antonio). Su hijo le operó el pecho. Tuvo un romance con Curro (padre de Mariano). De hecho, estuvieron a punto de casarse.
- Federico Sandoval (Carlos Larrañaga) (†) [Temporada 2]: exmarido de Carmela, padre de Ernesto, abuelo de Laura, Bea y Sergio (y más adelante de Antonio).
- David Sandoval (Pedro Mari Sánchez) [Temporada 1]: hermano de Ernesto, hijo de Carmen y Federico. También cirujano estético. Atrae mucho a las mujeres: de hecho al principio era heterosexual (ya que salió con Claudia), aunque ahora es homosexual.
- Christian Sotomonte Ruiz de Castro (Javier Ríos) [Temporada 2]: exnovio de Laura.
- Violeta (María San Juan) [Temporada 4]: hija de un amigo de Ernesto, ahijada de Ernesto, estuvo un tiempo viviendo con la familia Sandoval.

#### Familia Sánchez
- Curro Sánchez (Idilio Cardoso) [Temporada 2]: padre de Mariano, abuelo de Rafa, Sheila y Pepe. Suegro de Loli y consuegro de Críspula. Salió con la madre de Ernesto es decir, con Carmen "Carmela".
- Angie (Erika Sanz) [Temporada 3 - Temporada 4]: prima de Rafa, Sheila y Pepe.
- Cuqui López (Mariola Fuentes) [Temporada 3 - Temporada 4]: mejor amiga de Loli. Hizo una peluquería con ella llamada LOCUMA (Lo: Loli, Cu: Cuqui, Ma: Mariano). En ella, Mariano era inversor.
- Inocencio (Miki Nadal) [Temporada 3 - Temporada 4]: amigo de Mariano y Ernesto. Obrero algo "brutote", lenguaje del mismo estilo. Estuvo saliendo con Cuqui.
- Petri (Pilar Sánchez) [Temporada 1 - Temporada 2]: amiga de los Sánchez del barrio. Es un tanto ordinaria. Estuvo casada con Angelito (amigo de Mariano) pero discute con él. Su hija Vanessa ha estado liada con Rafa. Los Sandoval tienen problemas con ella y se ven obligados a contratarla como asistenta. Rivaliza con Ivana, a la que quiere echar de la casa de los Sandoval.
- Vanessa (Vanessa De Frutos) [Temporada 1 - Temporada 2]: hija de Petri, hija de Angelito, salió con Rafa. Macarra y llena de tatuajes.
- Yiyi (Alberto Ferreiro) [Temporada 1 -Temporada 2]: amigo de Rafa del barrio.
- Gabi (Enrique Berrendero) [Temporada 1 - Temporada 2]: amigo de Rafa del barrio.
- Charlie (Pablo Vega) [Temporada 3 - Temporada 4]: amigo del barrio de Rafa, estuvo trabajado en el colegio y en el club.
- Juan Castillo (Miguel Ángel Muñoz) [Temporada 4]: viejo amigo de Charlie, tuvo que fingir ser pareja de Romeo (por los papeles). Estudia para ser policía.
- Romeo Cienfuegos (Carlos Baute) [Temporada 4]: Loli le quemó su vivienda, le atropelló... Al final, tuvo que mudarse a casa de los Sánchez. Finge tener una relación con Juan
- Yessi (Nathalie Seseña) [Temporada 4]: casada con un camionero. Su amante era Inocencio.
- Cayetano (Manuel Bandera) [Temporada 4]: primo de Loli.
- Inspector (Alejandro Tous) [Temporada 4]: de la boda entre Juan y Romeo.

### Cameos
- Alonso Caparrós [Temporada 1 - Temporada 2]: presentador del concurso que ganó Sheila.
- Chenoa [Temporada 1]: rival de Sheila en el concurso que participó.
- Miguel Ángel Silvestre [Temporada 1]: monitor de una actividad en el club.
- Carlos Sobera [Temporada 2]: iba a promocionar la clínica Sandoval.
- Patricia Conde [Temporada 2]: presentadora de un programa en el que participó Loli.
- Las Virtudes [Temporada 2]: colaboradoras de un programa en el que participó Loli.
- Lucía Hoyos [Temporada 3]: tía de Aitana, tuvo un lío con Charly, pero Charly no sabía que era transexual.
- Pablo Penedo [Temporada 4]: se llamaba Luis Santos. Estuvo saliendo con Laura.
- Jaydy Michel [Temporada 4]: modelo que conoció por error Inocencio.
- Javivi [Temporada 4]: director del banco donde Aitana fue a pedir un préstamo para el taller.
- Chiquito de la Calzada (†) [Temporada 2]: médico que opera a Sheila de las cuerdas vocales (ya que no puede hablar en un momento en el que grababa una de las canciones que canta).

## Audiencias
| Temporada | Temporada | Episodios | Estreno                  | Final                    | Audiencia media | Audiencia media | Audiencia media |
| Temporada | Temporada | Episodios | Estreno                  | Final                    | Espectadores    | Share           |                 |
| --------- | --------- | --------- | ------------------------ | ------------------------ | --------------- | --------------- | --------------- |
|           | 1         | 15        | 11 de abril de 2004.     | 18 de julio de 2004.     | 4 317 000       | 27,5%           |                 |
|           | 2         | 16        | 2 de septiembre de 2004. | 27 de diciembre de 2004. | 3 941 000       | 23,4%           |                 |
|           | 3         | 13        | 3 de mayo de 2005.       | 26 de julio de 2005.     | 3 725 000       | 23,1%           |                 |
|           | 4         | 18        | 8 de enero de 2006.      | 21 de mayo de 2006.      | 2 948 000       | 18,1%           |                 |
| Total     | Total     | 62        | 11 de abril de 2004.     | 21 de mayo de 2006.      | 3 698 000       | 22,8%           |                 |

### Temporada 1: 2004
| N.º (serie) | N.º (temp.) | Título                                                        | Director(es)                        | Guionista(s)                                                                      | Fecha de emisión    | Audiencia         |
| ----------- | ----------- | ------------------------------------------------------------- | ----------------------------------- | --------------------------------------------------------------------------------- | ------------------- | ----------------- |
| 1           | 1           | «Yo vivía en un bloque de barrio y ahora me codeo con la jet» | Guillermo Groizard                  | Manuel Valdivia, Pablo Barrera, Nacho Cabana y Chus Vallejo                       | 11 de abril de 2004 | 4 059 000 (27,6%) |
| 2           | 2           | «No sé decir no»                                              | Sandra Gallego                      | Manuel Valdivia, Manuel Ríos San Martín y César Vidal                             | 18 de abril de 2004 | 5 360 000 (27,7%) |
| 3           | 3           | «Admito ser zopenco»                                          | Pablo Barrera                       | Manuel Valdivia y Pablo Barrera                                                   | 25 de abril de 2004 | 5 217 000 (30,7%) |
| 4           | 4           | «Ya no sé qué hacer pa' ser feliz»                            | Guillermo Groizard                  | Manuel Ríos San Martín y César Vidal                                              | 2 de mayo de 2004   | 4 852 000 (26,5%) |
| 5           | 5           | «Prefiero disfrazarme de Marge Simpson que recoger un Ondas»  | Sandra Gallego                      | Nacho Cabana y Chus Vallejo                                                       | 9 de mayo de 2004   | 4 547 000 (24,9%) |
| 6           | 6           | «Mi marido ya no me hace el Annapurna»                        | Pablo Barrera                       | Manuel Valdivia, Nuria Bueno y Pablo Barrera                                      | 16 de mayo de 2004  | 4 056 000 (24,4%) |
| 7           | 7           | «Yo fui a la boda de Leti»                                    | Pablo Barrera                       | Manuel Valdivia, Nuria Bueno y Pablo Barrera                                      | 23 de mayo de 2004  | 4 336 000 (24,7%) |
| 8           | 8           | «Soy un celoso compulsivo»                                    | Guillermo Groizard                  | Nacho Cabana y Chus Vallejo                                                       | 30 de mayo de 2004  | 4 307 000 (28,1%) |
| 9           | 9           | «Culo veo, culo quiero»                                       | Sandra Gallego                      | Manuel Ríos San Martín y César Vidal                                              | 6 de junio de 2004  | 3 972 000 (25,0%) |
| 10          | 10          | «Yo también quiero ser un loro»                               | Pablo Barrera                       | Manuel Ríos San Martín y César Vidal                                              | 13 de junio de 2004 | 4 710 000 (31,1%) |
| 11          | 11          | «Cuando conocí a Beckham estaba desnudo»                      | Guillermo Groizard y Sandra Gallego | Chus Vallejo y Nacho Cabana                                                       | 20 de junio de 2004 | 4 472 000 (28,7%) |
| 12          | 12          | «Nunca pensé que dormiría con el vecino»                      | Sandra Gallego                      | Manuel Valdivia, Manuel Ríos San Martín, Nuria Bueno, Chus Vallejo y Nacho Cabana | 27 de junio de 2004 | 4 098 000 (30,5%) |
| 13          | 13          | «Quiero ser un hortera como tú»                               | Pablo Barrera                       | Manuel Valvidia y Nuria Bueno                                                     | 4 de julio de 2004  | 3 530 000 (26,1%) |
| 14          | 14          | «Yo sí que echo las muelas»                                   | Guillermo Groizard                  | Nacho Cabana y Chus Vallejo                                                       | 11 de julio de 2004 | 3 651 000 (27,0%) |
| 15          | 15          | «Yo vivía en una urba de lujo, mañana me mudaré»              | Sandra Gallego                      | César Vidal y Miguel Ríos San Martín                                              | 18 de julio de 2004 | 3 017 000 (25,0%) |

### Temporada 2: 2004
| N.º (serie) | N.º (temp.) | Título                                                                | Director(es)                                    | Guionista(s)                                                | Fecha de emisión         | Audiencia         |
| ----------- | ----------- | --------------------------------------------------------------------- | ----------------------------------------------- | ----------------------------------------------------------- | ------------------------ | ----------------- |
| 16          | 1           | «No tengo el yoni pa ruidos»                                          | Pablo Barrera                                   | Manuel Valdivia, Nuria Bueno y Pablo Barrera                | 2 de septiembre de 2004  | 4 200 000 (29,1%) |
| 17          | 2           | «Me aposté hasta los calzoncillos... y perdí»                         | César Rodríguez Blanco                          | Nacho Cabana, Chus Vallejo y Pelayo Muñiz                   | 9 de septiembre de 2004  | 3 835 000 (26,1%) |
| 18          | 3           | «Me persigue un conejo gigante»                                       | Guillermo Groizard                              | César Vidal, Mónica Martín-Grande y Nicolás Romero          | 16 de septiembre de 2004 | 3 797 000 (23,9%) |
| 19          | 4           | «Tú madre es un cocodrilo»                                            | Sandra Gallego                                  | Miguel Ríos San Martín, Padro García Ríos y Julia Montejo   | 23 de septiembre de 2004 | 3 679 000 (23,1%) |
| 20          | 5           | «Mi difunto marido me llama por el móvil»                             | Guillermo Groizard                              | Manuel Valdivia, Nacho Cabana, Nuria Bueno y Pelayo Muñiz   | 30 de septiembre de 2004 | 4 026 000 (23,9%) |
| 21          | 6           | «La vecina quiere enrollarse con mi mujer y mi madre con un matarife» | Pablo Barrera                                   | Manuel Valdivia, Nuria Bueno y Pablo Barrera                | 7 de octubre de 2004     | 3 900 000 (23,8%) |
| 22          | 7           | «¿Es que os habéis vuelto todos locos?»                               | César Rodríguez Blanco                          | Mauel Ríos San Martín, Pedro García y Julia Montejo         | 14 de octubre de 2004    | 3 662 000 (21,3%) |
| 23          | 8           | «No sé por dónde viene, pero hoy me cae un capón fijo»                | Guillermo Groizard                              | César Vidal, Mónica Martínez-Grande y Nicolás Romero        | 21 de octubre de 2004    | 4 218 000 (24,4%) |
| 24          | 9           | «Tu mujer parece una golfa y la mía está poseída»                     | Sandra Gallego                                  | Chus Vallejo, Ángela Obón y Nuria Bueno                     | 28 de octubre de 2004    | 4 260 000 (23,9%) |
| 25          | 10          | «¿Pego dú gué de creez, gue ezdoy dondo o gué?»                       | César Rodríguez Blanco                          | Pedro García Ríos y Pablo Barrera                           | 4 de noviembre de 2004   | 4 018 000 (22,8%) |
| 26          | 11          | «Pa mi que esta alfombra huele a vieja»                               | Guillermo Groizard                              | Mónica Martín-Grande, Nicolás Romero y César Vidal          | 11 de noviembre de 2004  | 4 195 000 (23,4%) |
| 27          | 12          | «Me pusiste los cuernos con Naranjito»                                | Sandra Gallego                                  | Manuel Ríos San Martín, José Ángel Lavilla y Julia Montejo  | 18 de noviembre de 2004  | 3 162 000 (17,4%) |
| 28          | 13          | «El Papá de mi novia me quiere capar»                                 | César Rodríguez Blanco                          | Mónica Martín-Grande y César Vidal                          | 5 de diciembre de 2004   | 3 572 000 (23,2%) |
| 29          | 14          | «¡Dios, qué va a pensar papá de esto!»                                | Guillermo Groizard y Carlos Navarro Ballesteros | Manuel Ríos San Martín, Nicolás Romero y José Ángel Lavilla | 12 de diciembre de 2004  | 3 759 000 (20,0%) |
| 30          | 15          | «No sé si mi padre es un asesino o un transexual»                     | Sandra Gallego                                  | Chus Vallejo, Nuria Bueno y Rodrigo Martín                  | 19 de diciembre de 2004  | 4 416 000 (24,2%) |
| 31          | 16          | «Yo vivía en una casa de lujo y una termita se la comió»              | César Rodríguez Blanco                          | Pablo Barrera, Pedro García Ríos y Ángela Obón              | 27 de diciembre de 2004  | 4 330 000 (24,5%) |

### Temporada 3: 2005
| N.º (serie) | N.º (temp.) | Título                                           | Director(es)                       | Guionista(s)                                                                        | Fecha de emisión    | Audiencia         |
| ----------- | ----------- | ------------------------------------------------ | ---------------------------------- | ----------------------------------------------------------------------------------- | ------------------- | ----------------- |
| 32          | 1           | «Cuando erais pobres, ¿comíais todos los días?»  | Jesús Rodrigo                      | Ernesto Pozuelo, Pilar Nadal y Chus Vallejo                                         | 3 de mayo de 2005   | 4 190 000 (23,3%) |
| 33          | 2           | «La maldición de los Sánchez»                    | Gustavo Cotta                      | José Luis Martín y Guillermo Cisneros                                               | 10 de mayo de 2005  | 3 815 000 (21,0%) |
| 34          | 3           | «Mi mamá no me quiere y encima engaña a mi papá» | Sandra Gallego                     | Juan Carlos Cueto, Piedad Sancristoval, Pablo Barrera y Rocío Martínez Llano        | 17 de mayo de 2005  | 3 456 000 (18,8%) |
| 35          | 4           | «Mi padre está muerto»                           | Jesús Rodrigo                      | Ernesto Pozuelo, Pilar Nadal, Chus Vallejo y Clara Pérez Escrivá                    | 24 de mayo de 2005  | 3 938 000 (22,8%) |
| 36          | 5           | «Tú no eres el padre ecológico»                  | Gustavo Cotta                      | José Luis Martín y Nuria Bueno                                                      | 31 de mayo de 2005  | 4 202 000 (23,5%) |
| 37          | 6           | «El rucu-rucu»                                   | Guillermo Groizard                 | Pablo Barrera y Rocío Martínez Llano,                                               | 7 de junio de 2005  | 3 878 000 (22,8%) |
| 38          | 7           | «Fuego en el cuerpo»                             | Sandra Gallego                     | Clara Pérez Escrivá, Pilar Nadal, Ernesto Pozuelo y Chus Vallejo                    | 14 de junio de 2005 | 3 899 000 (23,3%) |
| 39          | 8           | «Ni parir me dejáis tranquila»                   | Gustavo Cotta y Guillermo Groizard | Juan Carlos Cueto, Piedad Sancristoval, Rocío Martínez Llano y Pablo Barrera        | 21 de junio de 2005 | 4 190 000 (27,2%) |
| 40          | 9           | «Llámame Manu»                                   | Sandra Gallego                     | Clara Pérez Escrivá, Benjamín Herranz, Pilar Nadal, Ernesto Pozuelos y Chus Vallejo | 28 de junio de 2005 | 3 937 000 (25,6%) |
| 41          | 10          | «Ernesto, bésame»                                | Jesús Rodrigo                      | Guillermo Cisneros, Nicolás Romero, José Luis Martín y Nuria Bueno                  | 5 de julio de 2005  | 3 399 000 (23,5%) |
| 42          | 11          | «¿Qué vas a hacer con esas tijeras?»             | Gustavo Cotta                      | Piedad Sancristoval, Rocío Martínez Llano, Nuria Domínguez y Pablo Barrera          | 12 de julio de 2005 | 3 126 000 (23,2%) |
| 43          | 12          | «Los Sánchez somos zen»                          | Gustavo Cotta                      | Guillermo Cisneros y Nuria Bueno,                                                   | 19 de julio de 2005 | 3 133 000 (23,0%) |
| 44          | 13          | «Por una tapa de calamares»                      | Jesús Rodrigo y Sandra Gallego     | Clara Pérez Escrivá, Benjamín Herranz, Pilar Nadal y Ernesto Pozuelo                | 26 de julio de 2005 | 3 496 000 (30,0%) |

### Temporada 4: 2006
| N.º (serie) | N.º (temp.) | Título                                                               | Director(es)    | Guionista(s)                                                                                     | Fecha de emisión      | Audiencia         |
| ----------- | ----------- | -------------------------------------------------------------------- | --------------- | ------------------------------------------------------------------------------------------------ | --------------------- | ----------------- |
| 45          | 1           | «Once mil setecientos cincuenta euros»                               | Jesús Rodrigo   | Piedad Sancristoval, Rocío Martínez Llano, Juan Carlos Cueto y Beatriz Duque                     | 8 de enero de 2006    | 4 004 000 (21,7%) |
| 46          | 2           | «El amor mata»                                                       | Gustavo Cotta   | Pilar Nadal, Ernesto Pozuelo, Clara Escrivá y Benjamín Herranz                                   | 15 de enero de 2006   | 3 846 000 (20,6%) |
| 47          | 3           | «La tentación vive arriba»                                           | Jesús del Cerro | Mª José García Mochales, Guillermo Cisneros, Gema Muñoz y Nuria Domínguez                        | 22 de enero de 2006   | 3 513 000 (20,0%) |
| 48          | 4           | «Luis es un santo»                                                   | Gustavo Cotta   | Rocío Martínez Llano, Piedad Sancristoval, Guillermo Cisneros y Beatriz Duque                    | 29 de enero de 2006   | 3 721 000 (20,4%) |
| 49          | 5           | «Si es por el ordenador, duelen menos»                               | Jesús del Cerro | Clara Escrivá, Benjamín Herranz, Pilar Nadal y Ernesto Pozuelo                                   | 5 de febrero de 2006  | 3 028 000 (16,3%) |
| 50          | 6           | «Eres un enfermo»                                                    | Jesús Rodrigo   | Mª José García Mochales, Juan Carlos Blázquez, Nuria Domínguez, Gema Muñoz y Catalina Murillo    | 12 de febrero de 2006 | 3 675 000 (20,5%) |
| 51          | 7           | «El graduado»                                                        | Gustavo Cotta   | Rocío Martínez Llano, Piedad Sancristóval, Guillermo Cisneros, Txemi Parra y Beatriz Duque       | 19 de febrero de 2006 | 3 301 000 (19,1%) |
| 52          | 8           | «El tamaño ideal»                                                    | Jesús del Cerro | Clara Escrivá, Benjamín Herranz, Pilar Nadal, Ernesto Pozuelo,                                   | 26 de febrero de 2006 | 3 323 000 (18,9%) |
| 53          | 9           | «Un toque de infidelidad»                                            | Jesús Rodrigo   | Mª José García Mochales, Juan Carlos Blázquez, Catalina Murillo, Gema Muñoz y Nuria Domínguez    | 5 de marzo de 2006    | 3 637 000 (20,0%) |
| 54          | 10          | «Como un perillo»                                                    | Gustavo Cotta   | Rocío Martínez Llano, Piedrad Sancristóval, Guillermo Cisneros, Txemi Parra y Beatriz Duque      | 12 de marzo de 2006   | 2 843 000 (16,2%) |
| 55          | 11          | «Hasta el 2016»                                                      | Jesús del Cerro | Clara Escrivá, Benjamín Herranz, Pilar Nadal y Ernesto Pozuelo                                   | 19 de marzo de 2006   | 2 862 000 (17,5%) |
| 56          | 12          | «Cuando el rencor entra por la puerta, el amor salta por la ventana» | Gustavo Cotta   | Gema Muñoz, Catalina Murillo, José María García Mochales, Juan Carlos Blázquez y Nuria Domínguez | 26 de marzo de 2006   | 3 152 000 (18,0%) |
| 57          | 13          | «No al amor»                                                         | Gustavo Cotta   | Txemi Parra, Beatriz Duque, Rocío Martínez Llano y Guillermo Cisneros                            | 2 de abril de 2006    | 3 055 000 (17,2%) |
| 58          | 14          | «Dame tu mano otra vez»                                              | Jesús del Cerro | Mª José García Mochales, Juan Carlos Blázquez, Gema Muñoz, Catalina Murillo, Nuria Domínguez     | 23 de abril de 2006   | 2 764 000 (16,7%) |
| 59          | 15          | «Mariano superstar»                                                  | Gustavo Cotta   | Texemi Parra, Beatriz Duque, Rocío Martínez Llano y Guillermo Cisneros                           | 30 de abril de 2006   | 2 078 000 (16,9%) |
| 60          | 16          | «Llevo tu nombre tatuado»                                            | Juanma Pachón   | Clara Escrivá, Benjamín Herranz, Pilar Nadal, Ernesto Pozuelo y Carmen Montesa                   | 7 de mayo de 2006     | 2 454 000 (14,2%) |
| 61          | 17          | «El muerto al hoyo y el vivo al bollo»                               | Jesús Rodrigo   | Mª José García Mochales, Catalina Murillo, Gema Muñoz, Nuria Domínguez y Juan Carlos Blázquez    | 14 de mayo de 2006    | 2 363 000 (14,7%) |
| 62          | 18          | «El troncho»                                                         | Gustavo Cotta   | Benjamín Herranz, Pilar Nadal, Carmen Montesa, Juan Carlos Blázquez y Gema Muñoz                 | 21 de mayo de 2006    | 2 370 000 (16,4%) |

## Evolución de audiencias
| Temporada | Temporada | Episodio número | Episodio número | Episodio número | Episodio número | Episodio número | Episodio número | Episodio número | Episodio número | Episodio número | Episodio número | Episodio número | Episodio número | Episodio número | Episodio número | Episodio número | Episodio número | Episodio número | Episodio número |
| Temporada | Temporada | 1               | 2               | 3               | 4               | 5               | 6               | 7               | 8               | 9               | 10              | 11              | 12              | 13              | 14              | 15              | 16              | 17              | 18              |
| --------- | --------- | --------------- | --------------- | --------------- | --------------- | --------------- | --------------- | --------------- | --------------- | --------------- | --------------- | --------------- | --------------- | --------------- | --------------- | --------------- | --------------- | --------------- | --------------- |
|           | 1         | 4.059           | 5.360           | 5.217           | 4.852           | 4.547           | 4.056           | 4.336           | 4.307           | 3.972           | 4.710           | 4.472           | 4.098           | 3.530           | 3.651           | 3.017           | —               | —               | —               |
|           | 2         | 4.200           | 3.835           | 3.797           | 3.679           | 4.026           | 3.900           | 3.662           | 4.218           | 4.260           | 4.018           | 4.195           | 3.162           | 3.572           | 3.759           | 4.416           | 4.330           | —               | —               |
|           | 3         | 4.190           | 3.815           | 3.456           | 3.938           | 4.202           | 3.878           | 3.899           | 4.190           | 3.937           | 3.399           | 3.126           | 3.133           | 3.496           | —               | —               | —               | —               | —               |
|           | 4         | 4.004           | 3.846           | 3.513           | 3.721           | 3.028           | 3.675           | 3.301           | 3.323           | 3.637           | 2.843           | 2.862           | 3.152           | 3.055           | 2.764           | 2.078           | 2.454           | 2.363           | 2.370           |